# Tom Manning
Thomas Manning, detto Tom o il Dottor Manning, è uno dei personaggi del fumetto Hellboy, creato dall'artista statunitense Mike Mignola.

## Il personaggio
Tom Manning è un esperto del paranormale, diviene il secondo direttore del Bureau of Paranormal Research and Defense (BPRD) dopo la morte del professor Trevor Bruttenholm, in cui Hellboy non si sopporta almeno in malinconico.

## Altri media
- Negli adattamenti cinematografici di Hellboy del 2004 e Hellboy: The Golden Army del 2008, Manning è interpretato dall'attore Jeffrey Tambor con la voce italiana di Angelo Nicotra.
- Tom Manning compare anche nel film d'animazione Hellboy - Fiumi di sangue (2007), doppiato in originale da Jim Cummings.